# Иск Фонда Мартина Лютера Кинга против CBS
Estate of Martin Luther King, Jr., Inc. v. CBS, Inc. (194 F.3d 1211 (11-й Окр. 1999)) — дело об определении статуса речи Мартина Лютера Кинга «У меня есть мечта».
В решении по этому делу Федеральный апелляционный суд 11 округа определил, что публичное чтение речи не является публикацией, открытой для неограниченной аудитории, и авторские права на него подлежат защите.
Окончательное решение по делу так и не было принято, поскольку стороны урегулировали спор внесудебными средствами.

## Обстоятельства дела
Эта речь, одна из известнейших речей Мартина Лютера Кинга, была впервые произнесена на ступенях мемориала Линкольну в Вашингтоне, перед телекамерами и огромной аудиторией. Перед этим она не была внесена в «Реестр авторских прав США» (англ. Register of Copyright) — необходимое условие федеральной защиты авторского права в соответствии с Законом об авторских правах 1909 года.
Через месяц Мартин Лютер Кинг зарегистрировал свою речь как ранее необнародованную. После его смерти права на его работы перешли к компании Estate of Martin Luther King, Jr., Inc.
В 1994 году компания CBS, Inc. начала производство серии документальных фильмов по истории «20 Век с Майком Уоллесом». В один из фильмов был включён фрагмент видеозаписи речи Мартина Лютера Кинга без предварительного согласия компании Estate of Martin Luther King, Jr., Inc. Не сумев добиться от CBS причитающихся ей отчислений, Estate of Martin Luther King, Jr., Inc. подала иск в суд.

### Правовой аспект
Поскольку речь была опубликована в 1963 году, она попала под действие «Закона об авторских правах 1909 года» (англ. Copyright Act of 1909). Этот закон не реализовывал принцип автоматической защиты авторских прав. Для обеспечения защиты своих прав на работу авторы должны были выполнить некоторые формальности, в частности внести работу в «Реестр авторских прав» (Register of Copyright) до обнародования.
Если работа не была внесена в реестр авторских прав, то она попадала под защиту законодательства штата, но только до обнародования.
Американское законодательство различает два вида публикаций — для ограниченной аудитории (англ. limited publication) и неограниченной аудитории (англ. general publication). Обнародованной считается работа, опубликованная для неограниченной аудитории.
Существуют два способа, которыми работа может быть опубликована для неограниченной аудитории. Первый предполагает публикацию работы в осязаемой форме, не препятствующей широкой аудитории распоряжаться ею.
Второй предполагает публикацию работы способом, не препятствующем неограниченному копированию работы.
Согласно обычному праву, сообщение работы средствам массовой информации (в противопоставление широкой публике) с целью уведомления представляет собой ограниченную публикацию.

Исполнение, вне зависимости от того, насколько широка аудитория, не является публикацией. Решение об обратном будет нарушением ряда прецедентов. Настоящее заключение не меняется из-за того, что речь была передана в эфир для широкой радио- и телеаудитории и одновременно широко освещалось средствами массовой информации. Принимая это решение, мы следуем вышеупомянутому случаю из прецедентного права, согласно которому передача средствам массовой информации произведения для своевременного освещения события считается публикацией, доступной ограниченному кругу лиц.
Оригинальный текст (англ.) A performance, no matter how broad the audience, is not a publication; to hold otherwise would be to upset a long line of precedent. This conclusion is not altered by the fact that the Speech was broadcast live to a broad radio and television audience and was the subject of extensive contemporaneous news coverage. We follow the above cited case law indicating that release to the news media for contemporary coverage of a newsworthy event is only a limited publication.
— решение Федерального апелляционного суда 11 округа

## Решение
Федеральный апелляционный суд 11 округа постановил, что публичное исполнение речи не является публикацией, открытой для неограниченной аудитории (англ. general publication). Таким образом, Мартин Лютер Кинг, произнося публично свою речь, не нанёс ущерба своим правам на неё. Компания Estate of Martin Luther King, Jr., Inc., как правопреемник Кинга, может требовать отчислений за использование этой речи, независимо от формы представления речи.